# مدریل‌آمین
مدریل‌آمین (انگلیسی: Medrylamine) یک آنتی هیستامین مربوط به دیفن‌هیدرامین است.